# Société de géochimie
La Geochemical Society (Société de géochimie) est société savante ; elle a pour objectif d'encourager l'usage de la chimie pour résoudre des problèmes impliquant la géologie ou la  cosmologie. La société participe à  la compréhension de la géochimie à travers une conférence annuelle dite la conférence Goldschmidt, la publication d'une revue à comité de lecture et d'une newsletter électronique, de programmes de récompenses reconnaissant les réalisations importantes dans ces domaines et des programmes spécifiques pour étudiants. Le siège de la société est situé sur le campus de la Carnegie Institution à Washington, DC.

## Organisation et activités
La Geochemical Society a été fondée en 1955 lors d'une réunion de la Geological Society of America. Son premier président fut Earl Ingerson.  Les premières cotisations s'élevaient alors à deux dollars par an. En 1990, elle a été inscrite en tant organisme sans but lucratif dans le cadre du code fiscal américain 501(c)(3).
En 1988, la Société géochimique a créé les Conférences Goldschmidt en l'honneur du géochimiste Victor Goldschmidt (1888-1947) « considéré comme le fondateur de la géochimie moderne et de la chimie cristalline ». La conférence a été rapidement rejointe par l'Association européenne de géochimie et, lors de la réunion de 2014, les deux organisations ont signé un protocole d'accord pour la gestion et la protection du sigle de la réunion. La conférence est l’une des plus importantes manifestations consacrée à la géochimie. Le conseil d'administration de la société tient sa réunion annuelle pendant la conférence.

## Membres
La Société géochimique compte près de 4 000 membres provenant de plus de 70 pays. La plupart des membres sont des étudiants, des chercheurs et des enseignants de domaines liés à la géochimie. L'adhésion comprend un abonnement à la revue Elements Magazine et offre également des réductions aux publications de la Geochemical Society, de la Mineralogical Society of America et des réductions sur l'inscription aux conférences Goldschmidt, celles de l'Union américaine de géophysique et la conférence annuelle de la société américaine de géologie.

## Publications
La Geochemical Society publie, co-édite ou soutient les publications suivantes :
- Geochimica et Cosmochimica Acta (abrégé en GCA ) : revue à comité de lecture avec 24 numéros par an, co-parrainée par la Meteoritical Society.
- Elements: An International Magazine of Mineralogy, Geochemistry, and Petrology (en)  : 6 numéros par an
- Geochemical News : bulletin électronique hebdomadaire.
- Reviews in Mineralogy and Geochemistry (abrégé en RiMG ) : revue scientifique à comité de lecture[9].
- Geochemistry, Geophysics, Geosystems (abrégé en G-cubed) : revue en ligne avec des articles de recherche originaux évalués par des pairs avec 12 numéros par an publiés en collaboration avec l'American Geophysical Union[10]

## Prix et récompenses
La Geochemical Society décerne les prix annuels suivants :
- Prix V. M. Goldschmidt  : la plus haute distinction de la société, décerné pour des réalisations majeures en géochimie ou en cosmochimie[12],[13].
- Médaille F. W. Clarke : nommée d'après Frank Wigglesworth Clarke (1847-1931), un chimiste qui a déterminé la composition de la croûte terrestre, elle est décernée à un scientifique en début de carrière pour une contribution exceptionnelle à la géochimie ou à la cosmochimie[13].
- Médaille C. C. Patterson  : nommée d’après Clair Cameron Patterson (1922-1995), qui a développé la datation uranium-plomb, la médaille récompense une avancée innovante dans la géochimie environnementale[13]
- Médaille Alfred Treibs  : nommée d'après Alfred E. Treibs (1899–1983), dont les articles sur lesporphyrines ont marqué le début du domaine de la chimie organique, elle est décernée par la division de géochimie organique (OGD) pour des réalisations majeures en géochimie organique[13]. L'OGD décerne également chaque année un prix du meilleur article pour une publication de l'année précédente.
- Geochemical Fellows : Depuis 1996, la Geochemical Society et l’Association européenne de géochimie (EAG) décernent cet honneur à des scientifiques exceptionnels qui ont apporté une contribution majeure au domaine de la géochimie. Les détenteurs des médailles Goldschmidt et Treibs, ainsi que de la médaille Urey de l'Association européenne de géochimie, sont automatiquement distingués[14].
- Le Distinguished Service Award, qui récompense les services exceptionnels rendus à la Société ou à la communauté géochimique, n'est pas décerné chaque année[14].

En outre, la Geochemical Society sponsorise une conférence spéciale lors de la réunion annuelle de la Geological Society of America. Appelée F. Earl Ingerson Lecture Series, elle rend hommage au premier président de la Geochemical Society. De plus, et lors de la conférence Goldschmidt, la conférence Paul W. Gast est décernée à un scientifique en milieu de carrière (moins de 45 ans) en l'honneur du premier médaillé Goldschmidt.